# ベリンダ・ララキュエント
ベリンダ・ララキュエント（Belinda Laracuente、1979年1月29日 - ）は、プエルトリコ出身で、現在はアメリカ合衆国・マイアミに拠点を置く女子プロボクサーである。「女子ボクシング界のカリスマ」と称される。兄もプロボクサーである。

## 来歴
- 1997年2月13日、ペンシルベニア州フィラデルフィアでプロデビュー。
- 1997年3月14日、デビュー2戦目では、ステファニー・ホプキンスに1RTKO勝ち。
- 1999年2月26日、WIBFアメリカライトウェルター級王座を獲得した。
- 2000年3月3日、クリスティ・マーチンと対戦し、判定負け。
- 2005年10月1日、ライカと対戦し、判定負け。
- 2007年6月15日、メリッサ・デル・バジェから2年ぶりの勝利を収め、GBU王座を獲得した。
- 2008年11月22日、アン＝ソフィー・マシスとのWBAタイトルマッチで敗れ勝敗が五分となった。
- 2008年12月20日、ファトゥマ・ザリカとのWIBFタイトルマッチに敗れ遂に負け越し。
- 2009年9月26日、Lakeysha Williamsから2年ぶり勝利。